# Terneï
Pour les articles homonymes, voir Ternay.
Terneï (en russe : Терней), aussi connu sous le nom français de Ternay (russe : Тернэ) est une commune urbaine et le centre administratif du raïon de Terneï dans le kraï du Primorié, en Russie. Peuplée en 2022 de 3 036 habitants, elle se situe sur la côte orientale du Primorié, dans l'Extrême-Orient russe. Établie à l'embouchure de la Serebrianka, la zone fut découverte par Jean-François de La Pérouse en 1787, avant qu'un village y soit fondé en 1908.

## Géographie

### Situation
Le village de Terneï se situe en Extrême-Orient russe, dans le kraï du Primorié. Il est établi sur la côte orientale du Primorié, et baigne dans la mer du Japon, avec à l'ouest les montagnes du Sikhote-Aline. Se trouvant dans le raïon de Terneï, la commune se situe à 430 km au nord-est de Vladivostok, la capitale du sujet, à 409 km au sud-est de Khabarovsk et à 6 495 km de Moscou. Le village le plus proche est Plastoun, à 60 km au sud par la route.
Elle est reliée au réseau routier russe par la 05K-442, longue de 137 km, jusqu'à Roudnaïa Pristan. De Roudnaïa, via la 05N-100, on peut rejoindre l'A370, reliant Vladivostok à Khabarovsk. Une autre route, la 05K-457, permet en 112 km de rejoindre le village de Malaïa Kema, plus au nord. La 05K-457 est aussi le seul moyen d'accès, via une autre route, aux villages de Taïejnoïe et de Molodejnoïe.

### Climat

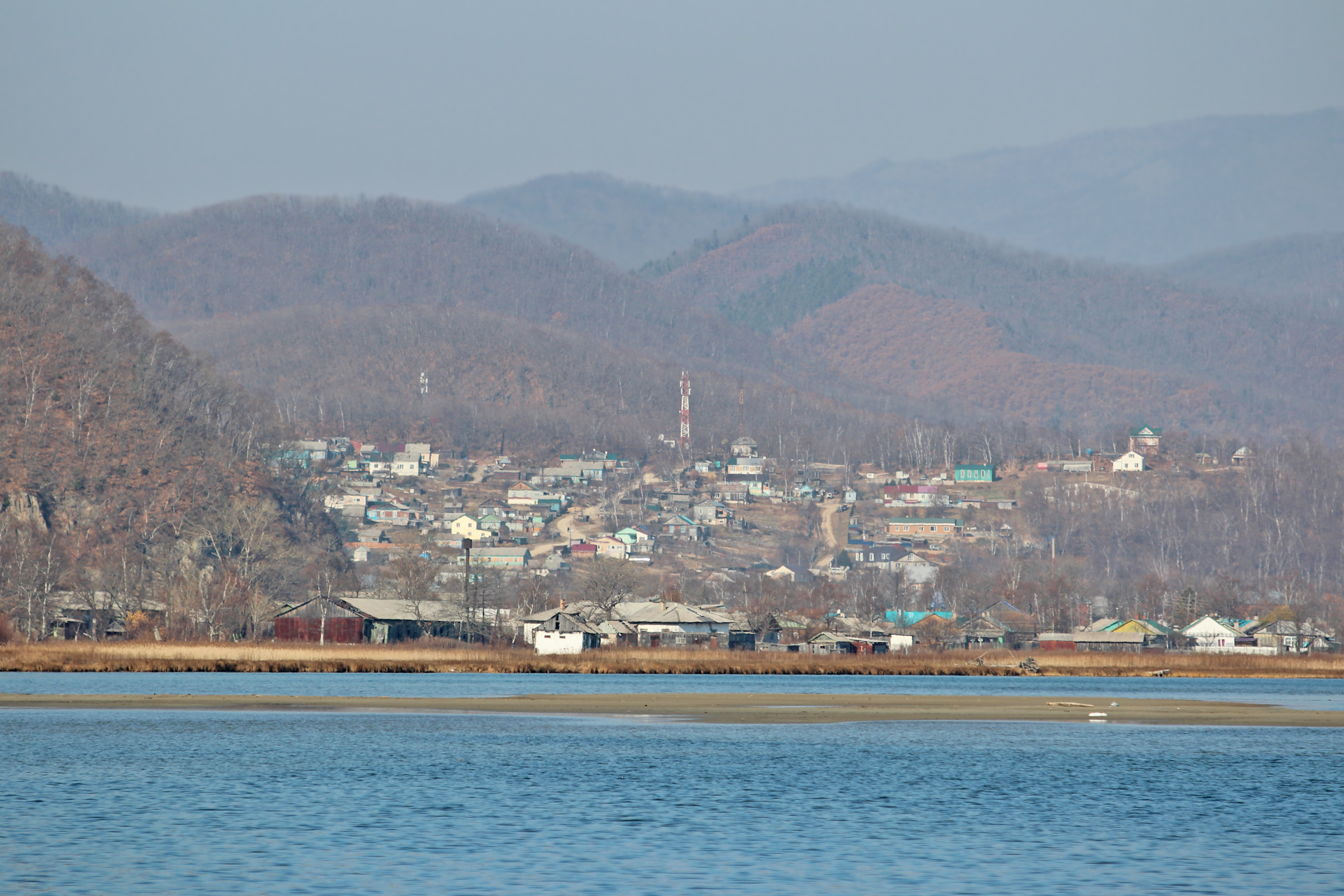
Terneï depuis le littoral.

Le climat de Terneï, sur le littoral de la mer du Japon, est fortement influencé à la fois par cette mer mais aussi par les montagnes de Sikhote-Alin qui bordent le village en son ouest. Il reste cependant un climat continental, avec les moussons pendant la période chaude. Il est caractéristique de la côte orientale du Primorié et des montagnes de Sikhote-Aline (mis à part les températures, plus froides en montagne).
| Mois                                                | jan.       | fév.       | mars       | avril      | mai       | juin      | jui.      | août      | sep.      | oct.      | nov.       | déc.       | année      |
| --------------------------------------------------- | ---------- | ---------- | ---------- | ---------- | --------- | --------- | --------- | --------- | --------- | --------- | ---------- | ---------- | ---------- |
| Température minimale moyenne (°C)                   | −16        | −13,7      | −7,6       | 1          | 3,5       | 8,1       | 13,1      | 15,9      | 9,4       | 2,1       | −6,3       | −13,9      | 0,5        |
| Température moyenne (°C)                            | −12,3      | −9,3       | −3,1       | 3          | 7,4       | 11,1      | 15,7      | 17,9      | 13,9      | 6,9       | −2,2       | −10,1      | 3,4        |
| Température maximale moyenne (°C)                   | −7,1       | 3,6        | 2,3        | 8,6        | 13        | 15,4      | 19,6      | 22,3      | 19,7      | 13,3      | 3,4        | 5          | 8,6        |
| Record de froid (°C) date du record                 | −30,2 1927 | −27,8 2010 | −25,6 1970 | −11,3 1926 | −4,6 1955 | −1 1960   | 1,9 1980  | −3,1 2017 | −6,9 1940 | −9,8 1950 | −21,7 1952 | −27,8 1968 | −30,2 1927 |
| Record de chaleur (°C) date du record               | 7,3 1983   | 11,8 2019  | 22 2018    | 17,5 2008  | 33,8 2014 | 36,6 2010 | 37,8 2017 | 36,5 1988 | 30,8 1994 | 27,2 2004 | 20,2 2018  | 8,9 1968   | 37,8 2017  |
| Ensoleillement (h)                                  | 177        | 188        | 222        | 196        | 191       | 154       | 143       | 167       | 202       | 210       | 181        | 171        | 2 200      |
| Précipitations (mm)                                 | 20,4       | 16,4       | 31,3       | 52,8       | 78,7      | 88        | 115,1     | 133       | 126,5     | 76,4      | 41,3       | 24,2       | 804,1      |
| Précipitations les plus basses (mm) année du record | 0 1927     | 0 1927     | 0 2011     | 2 1969     | 8 1952    | 2 1930    | 16 1925   | 10 1991   | 4 1930    | 0 1986    | 0 1926     | 0 1966     | 483 2003   |
| Précipitations les plus hautes (mm) année du record | 217 2009   | 84 1990    | 121 2007   | 204 1959   | 230 2016  | 414 2009  | 631 2013  | 361 1927  | 383 1943  | 291 2002  | 175 1968   | 127 2010   | 1 344 2013 |
| Record de pluie en 24 h (mm) date du record         | 124 2009   | 51 1990    | 54 1947    | 92 1959    | 83 1958   | 167 2009  | 197 2013  | 230 1927  | 144 1984  | 124 1956  | 75 1993    | 68 1957    | 230 1927   |
| Nombre de jours avec précipitations                 | 3,6        | 3,4        | 6,5        | 7,8        | 11,2      | 12,8      | 13,5      | 12,2      | 9,7       | 6,8       | 4,9        | 4,1        | 96,4       |

| Diagramme climatique                                  |              |             |          |           |           |               |             |              |             |             |            |
| J                                                     | F            | M           | A        | M         | J         | J             | A           | S            | O           | N           | D          |
| −7,1−1620,4                                           | 3,6−13,716,4 | 2,3−7,631,3 | 8,6152,8 | 133,578,7 | 15,48,188 | 19,613,1115,1 | 22,315,9133 | 19,79,4126,5 | 13,32,176,4 | 3,4−6,341,3 | 5−13,924,2 |
| Moyennes : • Temp. maxi et mini °C • Précipitation mm |              |             |          |           |           |               |             |              |             |             |            |

## Histoire

### De l'Antiquité aux Explorations
Le site du village de Terneï fut peuplé par des chasseurs-cueilleurs dès la préhistoire, avec des traces de la culture de Yankovski. Il fut ensuite peuplé par des éleveurs du royaume de Balhae. Pendant la dynastie Jin sous les Jürchens, une forteresse fut construite non-loin de l'emplacement actuel du village, qui est fut redécouverte au XXIe siècle.

### Empire russe
Dans les années 1870, Loggin Alexandrovitch Bolchev (ru), explorateur russe, revisita la région.
Le peuplement de la région de Terneï par des populations russes débuta à la fin du XIXe siècle, avec l'arrivée d'exilés et d'orthodoxes vieux-croyants venant de Sakhaline. Avec la guerre russo-japonaise, le peuplement de la région s'est accélérée alors que la moitié sud de Sakhaline était annexée par le Japon.
Les premiers habitants de Sakhaline furent trois soldats, qui vivaient à Nijni Novgorod avant la guerre contre le Japon. Ils furent envoyés après la bataille de Tsushima pour l'hiver à l'emplacement actuel de Terneï, avec un peu d'argent et des animaux. Durant l'hiver, ils furent aidés par une famille Orotche venue pêcher là, et au printemps, ils amenèrent leurs familles d'Europe.
En 1906, lorsque Arseniev explora le Primorié, il nota la présence de ce village.
Des colons arrivèrent progressivement à Terneï, en cherche d'un avenir meilleur, avec la possibilité d'acquérir des terres dans une région inhospitalière. La plupart arrivèrent d'Europe en bateau jusqu'à Vladivostok, puis prenaient des bateaux de pêches longeant la côte jusqu'au village.
Le 14 septembre 1908 eu lieu une crémaillère dans la maison de la première famille de Terneï, date considérée comme la fondation du village. La famille faisait partie du mouvement des Cent-Noirs, mouvance nationaliste russe d'extrême-droite. En 1909, les colons baptisèrent la colonie Gringmoutovka, en l'honneur de Vladimir Gringmouth (ru), un des principaux chefs de la mouvance mort l'année précédente.
Les années suivantes, sous l'impulsion de l'archiprêtre de Moscou d'alors, une église fut commencée à être construite, et elle fut achevée après la Première Guerre mondiale. En 1929, le Komsomol détruisit l'église.
Pendant les premières années, la pêche, la chasse puis l'exploitation forestière se sont développées, suivies enfin par l'agriculture.

### Époque soviétique
La nouvelle de la révolution d'Octobre n'arriva que courant novembre dans le village, et avec le décret sur la paix, de nombreux combattants revinrent du front. Plusieurs initièrent en février 1918 la création du premier Soviet de Terneï, et le village fut renommé par les communistes en Morozovka, d'après le révolutionnaire Pavel Morozov. Mais peu de temps après, le nom fut rechangé en Terneï-Morozovsky, pour reprendre l'héritage de La Pérouse.
En mars, un détachement de partisans est arrivé à Terneï-Morozovsky, et le chef de ce détachement en créa un autre à Terneï, avec 42 membres. Ces détachements permirent au village de rester communiste, avec plusieurs escarmourches avec des gardes blancs, comme à Dalnegorsk, Iakolevka, Anoutchino ou Chkotovo. En 1922, alors que la région est au mains de Mikhail Dieterichs depuis son coup d'État de juin, les blancs organisent un débarquement dans la baie de Terneï, mais le faible nombre de soldats blancs permet aux rouges de les repousser, même si 16 partisans moururent.
Après la fin de la guerre civile, Terneï-Morozovsky reprit ses activités agricoles, et la pêche commença à se développer.
Dans les années 1960, plusieurs bâtiments dont un hôpital, des écoles, et des industries ont été inaugurées, et entre 1971 et 1978, la route Plastoun - Terneï a été construite, permettant de désenclaver la colonie du reste du Primorié.

### Fédération de Russie
En 2005, la construction d'une nouvelle église commença, et elle fut achevée en mars 2008.

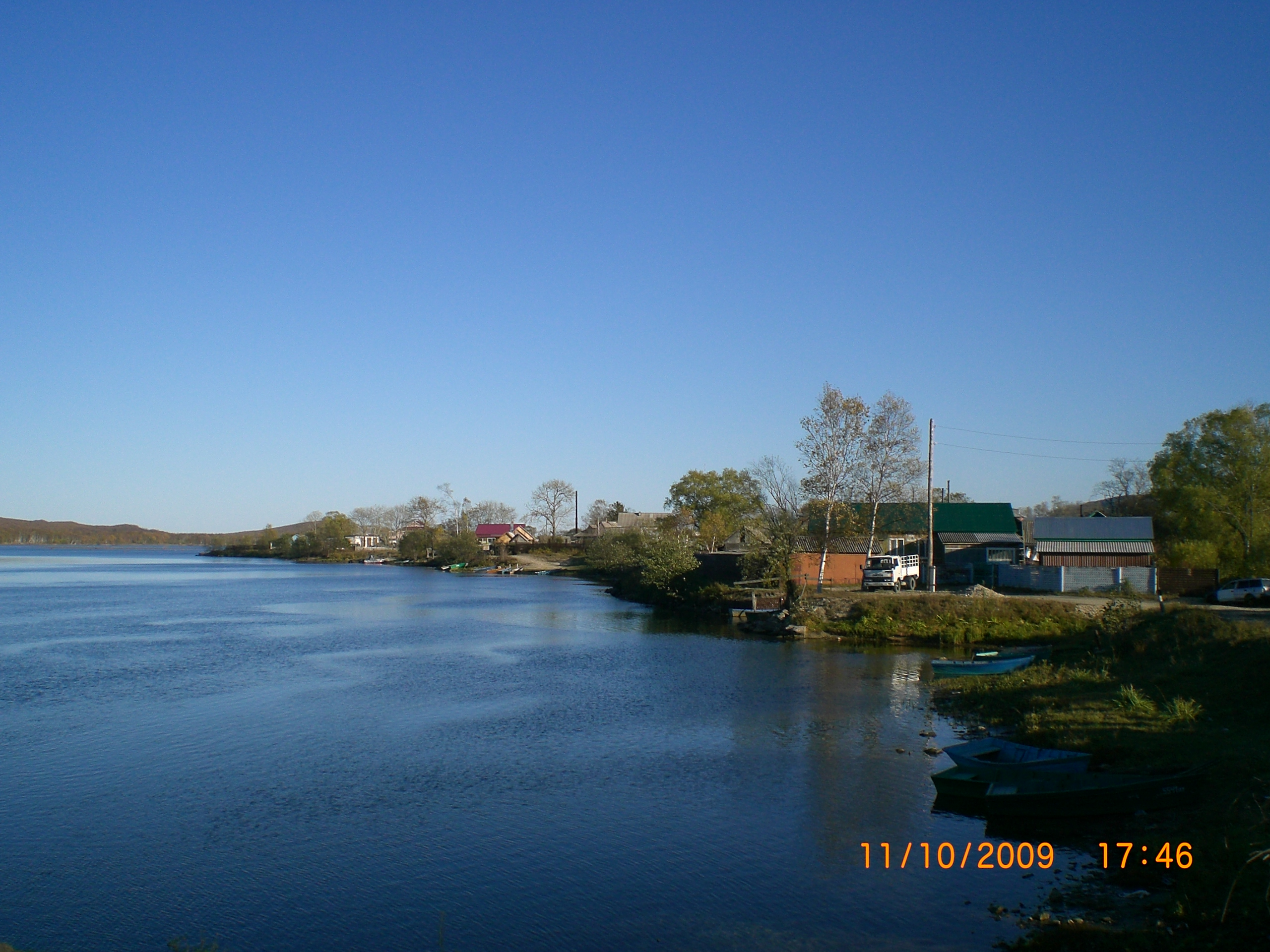
Maisons à Terneï.

## Démographie
Recensements (*) ou estimations de la population ,,,,:
| 1915 | 1926* | 1939* | 1959* | 1970* | 1979* | 1989* | 2002* |
| ---- | ----- | ----- | ----- | ----- | ----- | ----- | ----- |
| 145  | 246   | 3 931 | 3 236 | 2 727 | 3 717 | 4 508 | 3 940 |

| 2005  | 2010* | 2011  | 2012  | 2013  | 2014  | 2015  | 2016  |
| ----- | ----- | ----- | ----- | ----- | ----- | ----- | ----- |
| 3 908 | 3 590 | 3 585 | 3 478 | 3 426 | 3 406 | 3 360 | 3 346 |

| 2017  | 2018  | 2019  | 2020  | 2021  | 2022  | - | - |
| ----- | ----- | ----- | ----- | ----- | ----- | - | - |
| 3 318 | 3 311 | 3 219 | 3 139 | 2 933 | 3 036 | - | - |

## Économie

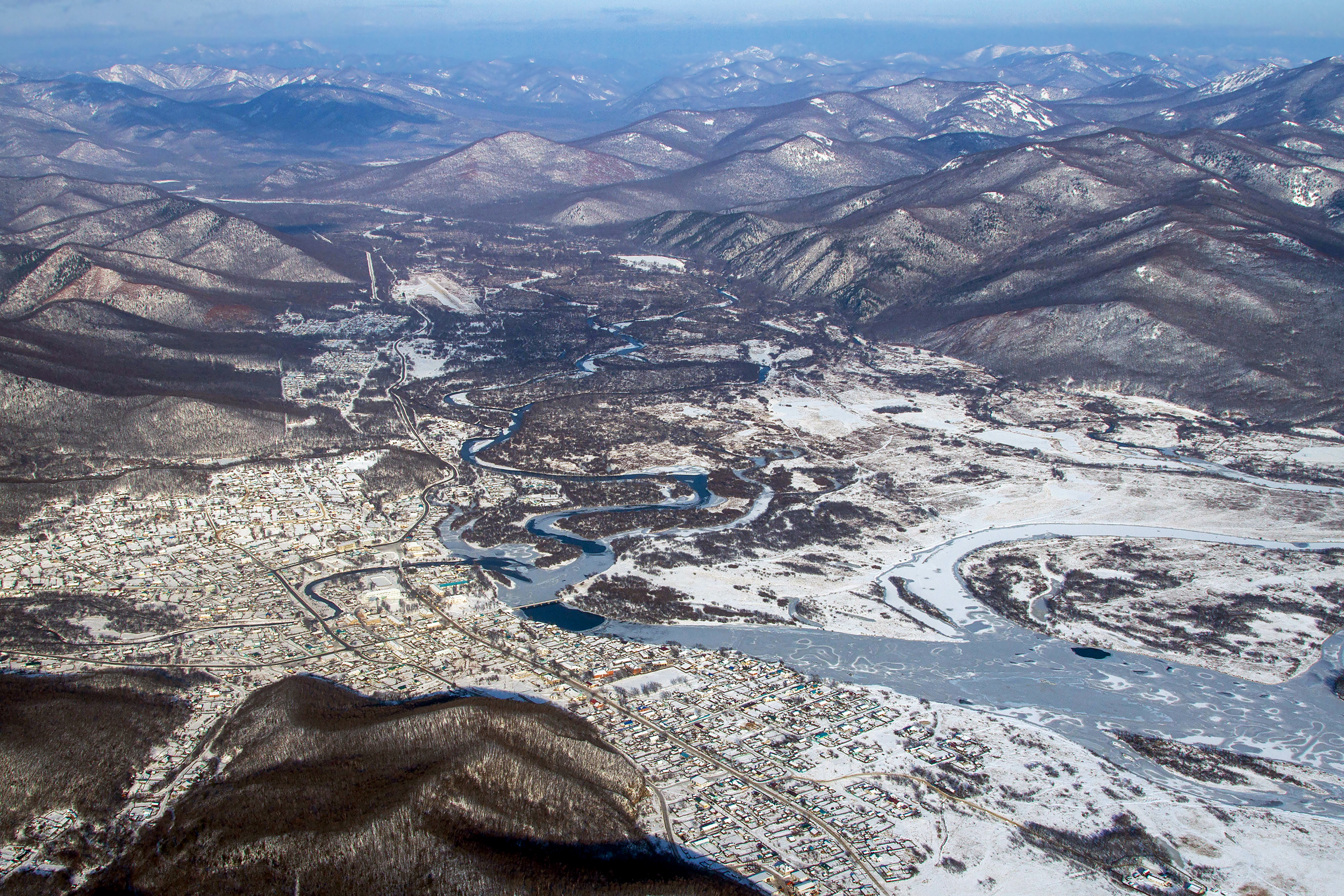
Vue en hiver, avec l'aérodrome en arrière-plan.

Terneï dispose d'un aérodrome, avec des rotations 3 fois par semaine entre Terneï et l'aéroport de Knevitchi, qui durent un peu moins de 2 heures, sur des petits avions. Des bus font aussi la rotation depuis la gare routière de Vladivostok, avec 15 heures de route.
Le village dispose d'une petite activité touristique, avec des hôtels et autres hébergements, grâce à la réserve adjacente du Sikhote-Aline et ses sites ainsi que sa faune, dont le tigre de l'Amour.